# Kościół Niepokalanego Poczęcia Najświętszej Marii Panny w Chieri
Kościół Niepokalanego Poczęcia Najświętszej Marii Panny w Chieri (wł. chiesa di San Filippo) – rzymskokatolicki, filipiński kościół zlokalizowany w centrum miasta Chieri we Włoszech (Piemont), należący do archidiecezji turyńskiej, parafii Santa Maria della Scala. Przylega do niego kompleks klasztoru filipinów.

## Historia
Świątynię wzniesiono na miejscu budynków należących do szlacheckiej rodziny Brogliów w stylu barokowym (dzwonnica jest wcześniejsza, gotycka). Budowano ją w latach 1664-1681, natomiast fasada pochodzi z 1720. Klasztor jest dziełem XVIII-wiecznym. Kościół zrealizowano prawdopodobnie według projektu architekta Antonio Bettino, a fasadę stworzył nieznany artysta.
Na początku XIX wieku klasztor był siedzibą urzędu miejskiego, następnie od 1821 do 1949 stanowił siedzibę Wyższego Seminarium Duchownego w Turynie. Później mieścił się w nim dom zakonny salwatorianów, gimnazjum „Don Lorenzo Milani”, a w końcu stał się siedzibą stowarzyszeń i Centrum Odwiedzających Księdza Bosko oraz szkoły prywatnej.

## Architektura
Fasada jest charakterystyczna dla dojrzałego baroku, mocno teatralna. Tympanon jest przerywany, elewacja podzielona na dwa rzędy, mocno zaakcentowano wertykalizm. Cztery posągi w dolnym rzędzie przedstawiają od lewej: św. Karola Boromeusza, św. Filipa Neri, św. Walentego i św. Franciszka Salezego. W górnym rzędzie uwidoczniono świętych Piotra i Pawła.

## Wyposażenie
Obiekt posiada cenne wyposażenie, w tym m.in. marmurowe ołtarze, stiuki autorstwa Pietro Somasso (XVII wiek) i obrazy oraz rzeźby:
- ołtarz główny: Niepokalane Poczęcie z Archaniołem Michałem i Ojcem Przedwiecznym autorstwa Daniela Seytera,
- pierwsza kaplica po lewej: Śmierć św. Karola Boromeusza autorstwa Francesco Fabbrica,
- druga kaplica po lewej: Ekstaza św. Filipa Neri dłuta Stefano Marii Legnaniego zwanego il Legnanino,
- pierwsza kaplica po prawej: Madonna z Dzieciątkiem i św. Franciszek Salezy, autorstwa Claudio Francesco Beaumonta,
- druga kaplica po prawej: Apostołowie Piotr i Paweł, autorstwa Giovanniego Battisty Parodiego,
- płótna Mattii Franceschini[1].

W zakrystii znajdują się XVIII-wieczne meble, które być może stanowią część szesnastowiecznych dekoracji domu Brogliów. Organy pochodzą z kościoła Santa Annunziata.